# Alfred Sauvy
Alfred Sauvy, né à Villeneuve-de-la-Raho (Pyrénées-Orientales) le 31 octobre 1898 et mort à Paris le 30 octobre 1990, est un économiste, démographe et sociologue français.
Inlassable dénonciateur des phénomènes de dénatalité et de vieillissement, il est aussi connu pour sa théorie du déversement et la création de l'expression « tiers monde ».
Il est à l'origine de la création de l'Institut national d'études démographiques (INED) dont il est le premier directeur (1945-1962).
Professeur à l'Institut d'études politiques de Paris de 1940 à 1959, il est élu professeur au Collège de France en 1959, où il occupe la chaire de démographie sociale jusqu'en 1969.

## Biographie
Alfred Sauvy naît le 31 octobre 1898 à Villeneuve-de-la-Raho dans les Pyrénées-Orientales. Sa famille est issue de propriétaires terriens et viticulteurs très affectée par la crise du phylloxera. A l'âge de 10 ans, il est envoyé à Paris faire ses études au collège Stanislas où il se fait remarquer pour ses compétences en mathématiques et sa passion du rugby qui la suivra toute sa vie. Mobilisé en avril 1917, il prend part à la fin de la Première Guerre mondiale où il est notamment gazé, sans grave conséquence néanmoins, lors de l'attaque de Villers-Cotterêts. Son père meurt au front en 1918, ce qui conduit la famille à déménager définitivement à Paris. Alfred Sauvy est démobilisé en octobre 1919 et prépare le concours de l'École polytechnique, classe spéciale pour les personnes mobilisées durant la guerre, et est admis le 30 mai 1920.
Sans ressource financière pour poursuivre ses études, il s'oriente dans la statistique en obtenant le concours et entre en 1922 à la Statistique générale de la France.
Au début, le métier l'intéresse peu mais lui permet de fréquenter le milieu du théâtre et de rédiger des critiques, d'écrire pour la presse, de se lier avec Tristan Bernard, de concevoir des grilles de mots croisés et d'écrire de petits scénarios pour ses coéquipiers de rugby, parmi lesquels Jacques Tati’.

### Vie professionnelle avant l'Occupation
Il se fait connaître peu à peu pour ses articles et son analyse des chiffres. Critique sur le Front Populaire, il est conseiller du Ministre des Finances Paul Reynaud. Sur ses recommandations, ce dernier supprime la semaine de 40 heures instituée par Léon Blum, une mesure « bloquant une économie en pleine reprise qui est l'acte le plus dommageable commis depuis la révocation de l’Édit de Nantes ». La durée de travail passe de 40 à 41,5 heures mais il propose également l'augmentation des allocations familiales.

### Vie professionnelle sous l'Occupation
Sous le régime de Vichy, le Service de la Démographie de René Carmille absorbe la SGF, le 11 octobre 1941 ; l'ensemble prend le nom de « Service national des Statistiques » (SNS), qui siège à Lyon, en zone libre. Mais Sauvy reste à Paris et participe au « Conseil d'études économiques » créé en mai 1941 sous la présidence d'Yves Bouthillier, secrétaire d'État à l'Économie nationale et aux Finances, ainsi que du Comité d'études pour la France.
Le 8 mai 1943, Alexis Carrel lui proposa le poste de conseiller technique pour les départements de biosociologie et de biologie de la population, auprès de la Fondation française pour l'étude des problèmes humains dont Carrel était le régent. Le 4 juin, Sauvy lui répondit qu'il n'était pas capable de l'accepter, étant responsable de l'Institut de conjoncture qui avait besoin d'un immense travail de Sauvy. Toutefois, il lui assurait son soutien en faveur de ces départements.
En juin 1941, le nom d'Alfred Sauvy est mentionné dans un rapport remis par Henry Chavin, directeur de la Sûreté nationale, au ministre de l'Intérieur. Chavin y dénonce Jean Coutrot pour avoir fondé plusieurs groupements, comme le Centre d'études des problèmes humains à l'abbaye de Pontigny (dont Sauvy fut membre à compter de 1936), prétendument dans le but de « recruter […] des membres du MSE [Mouvement synarchique d'empire] ». Le « rapport Chavin » constitue ainsi le point de départ des dénonciations visant le complot mythique de « la Synarchie ».

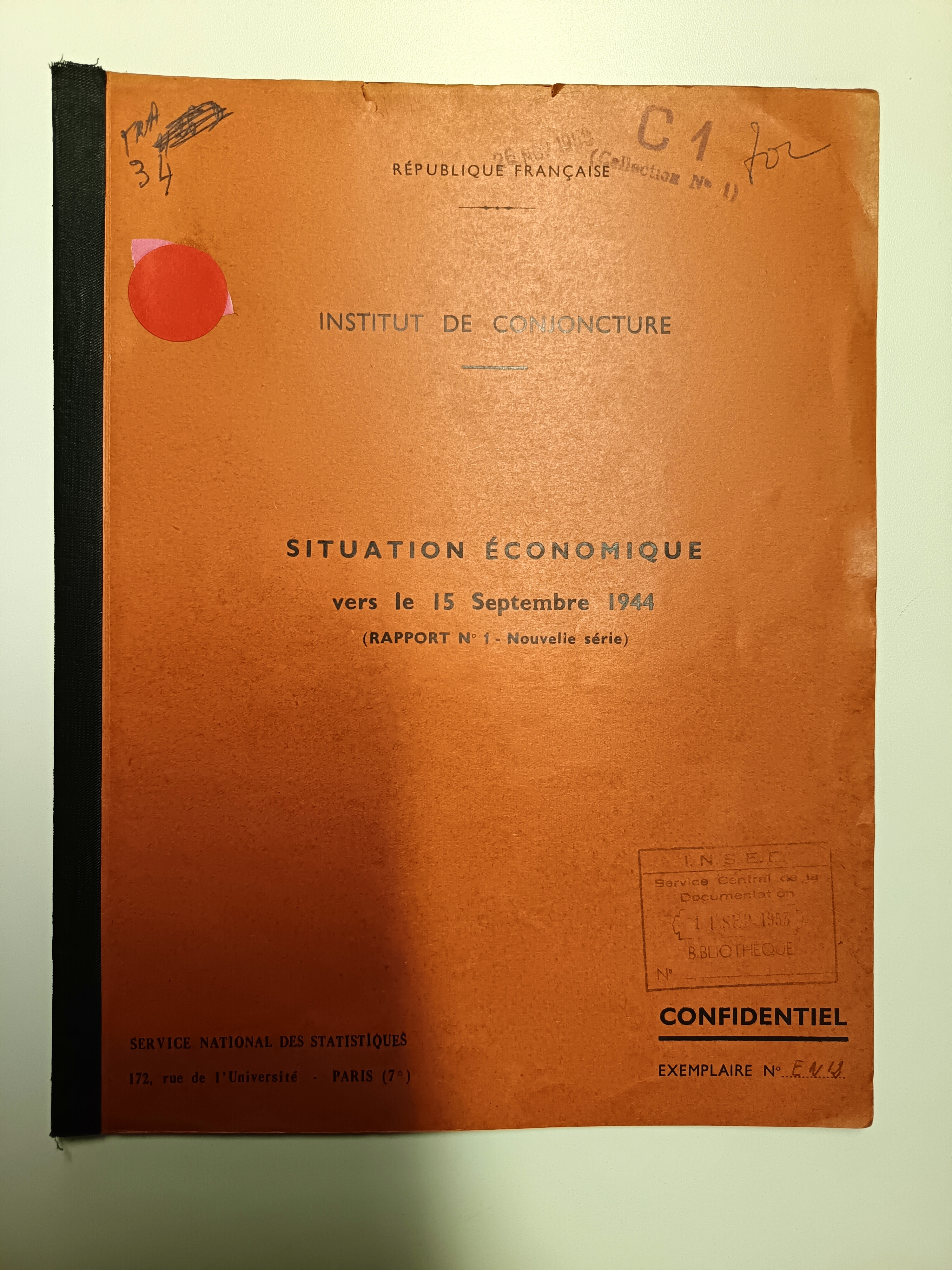
Exemple de Bulletin rouge brique.

Il documente à la fois le coût de l'Occupation mais aussi l'état économique de la France à travers sa collaboration aux Bulletins rouge-brique, une publication de l'Institut de conjoncture, transmis notamment aux Alliés,. Il héberge également une dame âgée, juive, afin de lui éviter la déportation.

### Vie privée
Il compte parmi ses ancêtres Louis Ribes, député des Pyrénées-Orientales à l'Assemblée législative. Il est le frère de la journaliste et grand reporter Titaÿna.
Il se marie en avril 1932 avec Marthe Lamberet (1898-1993), professeure de dessin de la Ville de Paris avec qui il a une fille.

## Travaux

### Création et direction de l'INED
Il est à l'origine de la création de l'Institut national d'études démographiques et en est nommé directeur. Il en fait un établissement de recherche multidisciplinaire. Il le dirige jusqu'en 1962, en y attirant des collaborateurs choisis en fonction de leurs compétences et non de leurs faits d'armes durant la guerre. Il reste directeur de la revue Population jusqu'en 1975. Il entre au Conseil économique et social en 1947 et il y siège jusqu'en 1974. Il est président de la section de la conjoncture et du plan de 1951 à 1972. Il est également professeur à l'Institut de sciences politiques de 1940 à 1959.

### Le démographe nataliste
Disciple de Maurice Halbwachs, il adhère aux thèses natalistes d'Adolphe Landry et participe aux réflexions du cercle technocratique X-Crise. Sous le Front populaire, il est membre du cabinet de Charles Spinasse (ministre de l'Économie nationale du gouvernement Blum). Il est ensuite, sous le gouvernement Daladier (1938). Pour lui le passage aux 40 heures est une erreur si immense « que nous n’osons pas encore la reconnaître, tant il est malséant de s’en prendre à un progrès social ». Il dénonce toute sa vie le malthusianisme, qui recommande la dénatalité et le partage du travail.
En 1986, il s'inquiète du déséquilibre entre les évolutions démographiques de l'Afrique et de l'Europe : « La question du terrorisme venant du Proche-Orient est dérisoire à côté du déséquilibre qui se profile en Méditerranée occidentale. On oublie totalement l'effondrement de la natalité en Espagne et en Italie, encore beaucoup plus grave que celui de la France. À côté de cela, l'Algérie et le Maroc doubleront leur population dans vingt-cinq ans […] Il y aura bientôt une disproportion dangereuse non seulement dans les nombres mais aussi les âges. D'un côté des peuples jeunes, exubérants et, de l'autre, des vieux pensant à leur retraite et à leur tranquillité. D'où un déséquilibre dangereux et la tentation de s'assurer un espace vital ».
En 1943, il publie Richesse et population, où il plaide pour une politique nataliste et contre toute forme de protectionnisme corporatif ou syndical.
Dans un article paru dans L’Observateur le 14 août 1952, il est le premier à parler de « tiers monde », en référence au tiers état de Sieyès : « Car enfin ce tiers monde ignoré, exploité, méprisé comme le tiers état, veut, lui aussi, être quelque chose ».
Auteur de l'expression, il la désavoue à la fin de sa vie : « Que l'on permette au créateur de l'expression tiers-monde, il y a déjà près de quarante ans, de la répudier, tant elle fait oublier la diversité croissante des cas. Englober dans le même terme les pays d'Afrique noire et « les quatre dragons » ne peut mener bien loin. »
Alfred Sauvy collabore activement à L'Express de Jean-Jacques Servan-Schreiber, et conseille le gouvernement de Pierre Mendès France (1954).

### Théorie du déversement

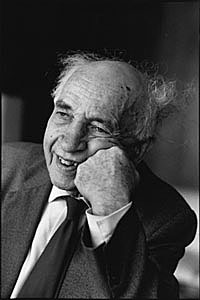
Alfred Sauvy par Erling Mandelmann (1983).

Alfred Sauvy est nommé au Collège de France en 1959 dans une chaire de démographie sociale : la vie des populations. Soucieux d'informer le grand public, il envisage un bulletin synthétique mensuel d'information de l'INED (quatre pages), Population & Sociétés, qui sera mis en place en 1968 par son successeur, Jean Bourgeois-Pichat, et contribuera à redresser quelques idées reçues sur la dénatalité ou le vieillissement.
En économie, il est reconnu pour avoir formulé la théorie du déversement qui explique les migrations de la population active du secteur primaire vers le secteur secondaire et ensuite vers le secteur tertiaire.
Témoin de son temps, il participe à la connaissance de l'histoire économique de la France : il y consacre un épais ouvrage portant sur l'entre-deux-guerres, publié en 1965.

## Esprit indépendant et engagé
Alfred Sauvy jouit auprès de ses contemporains d'une indéniable autorité personnelle. Il fait valoir et réaffirme inlassablement ses thèses dans de nombreux ouvrages et poursuit jusqu'à un âge avancé une carrière de journaliste : dans les colonnes du journal Le Monde et du magazine économique L'Expansion, il fait état de son désaccord fréquent avec les décisions des dirigeants politiques français, prises selon lui à trop courte vue. Il a toujours associé déclin économique et vieillissement de la population.

## Hommages et distinctions
- Prix scientifique Montyon en 1967[21];
- Grand prix de l'Académie des sciences morales et politiques en 1984[22] ;
- Commandeur de la Légion d'honneur[23];
- Commandeur de l'ordre des Palmes académiques[23];
- Grand-croix de l'ordre national du Mérite[23];
- Grand Prix des Nations-Unies pour la population en 1990[23]

Il est docteur honoris causa des universités de Genève, Bruxelles, Utrecht, Liège, Montréal, Païenne et Barcelone. Il est membre de la section des sciences morales et politiques de l'Académie royale de Bruxelles, de l'Academia Nazionale dei Lincei, de l'American Academy of Arts and Sciences Boston (Massachusetts) et de l'Académie de Philadelphie.
Créé en 1999, le prix Alfred-Sauvy (valeur : 10 000 €) récompense une entreprise créative ayant son siège dans le département des Pyrénées-Orientales.
Créée en 2012 par Gérard-François Dumont, l'association Alfred-Sauvy a pour objectif l'étude, la diffusion et le prolongement de l'œuvre d'Alfred Sauvy.
Une place Alfred-Sauvy a été créée à Paris-15e en 1995.

## Ouvrages
- 1943 : La prévision économique – Paris : PUF, 128 p. (coll. Que sais-je ? no 112).
- 1943 : Richesse et population – Paris : Payot, 318 p.
- 1944 : La population, ses lois, ses équilibres – Paris : PUF, 128 p. (coll. Que sais-je ? no 148).
- 1946 : (avec Robert Debré)  Des Français pour la France. Le problème de la population – Paris : Gallimard (coll. « Problèmes et documents »), 268 p.
- 1946 : Chances de l’Économie française – Paris : PUF.
- 1949 : Le pouvoir et l’opinion – Paris : Payot, 188 p.
- 1952-1954 : Théorie générale de la population (2 vol.) – Paris : PUF, 370 p. et 397 p.
- 1956 : La bureaucratie – Paris : PUF, 128 p. (coll. Que sais-je ? no 712)
- 1957 : La nature sociale – Paris : Librairie Armand Colin, 302 p.
- 1958 : De Malthus à Mao-Tsé-Toung – Paris : Denoël, 303 p.
- 1959 : La montée des jeunes – Paris : Calmann-Lévy, 264 p.
- 1960 : Le Plan Sauvy. Commenté par Pierre Le Brun, Gérard Levard, André Malterre, Julien Milhau, André Philip, René Richard, Alexandre Vernet et Pierre Mendès France – Paris : Calmann-Lévy (Collection Questions d’actualité), 224 p.
- 1961 : Les limites de la vie humaine – Paris : Hachette (Collection Les Grands Problèmes), 135 p.
- 1962 : La prévention des naissances – PUF (1962 à 1967). 128 p. (coll. Que sais-je ?).
- 1963 : Malthus et les deux Marx – Paris : Denoël, 367 p.
- 1965 : Histoire économique de la France entre les deux guerres (3 vol.) – Paris : Fayard, 566 p., 627 p. et 467 p. ; réédition revue : Economica, Paris, 1984, (3 vol., 422 p., 439 p., 476 p.
- 1965 : Mythologie de notre temps – Paris : Payot (Collection Études et documents Payot), 300 p.
- 1967 : La France en marche – Monaco: Société Européenne d’Éditions 165 p.
- 1968 : Les Quatre roues de la fortune, essai sur l’automobile – Paris : Flammarion, 251 p.
- 1970 : La révolte des jeunes – Paris : Calmann-Lévy, 272 p.
- 1970-1974 : Le socialisme en liberté – Paris : Denoël (Collection Bibliothèque Médiations), 416 p.
- 1973 : Croissance zéro ? – Paris : Calmann-Lévy, 331 p.
- 1974 : (avec Alain Girard) Vers l’enseignement pour tous, avec la collaboration de Janine Lagneau-Markiewicz et Albert Jacquard – Paris, Bruxelles : Elsevier Séquoia, 174 p.
- 1975 : La fin des riches - Paris : Calmann-Lévy, 295 p.
- 1976 : L’Économie du diable. Chômage et inflation – Paris : Calmann-Lévy, 247 p.
- 1976 : Éléments de démographie – Paris : PUF (Collection Thémis-Sciences sociales), 393 p.
- 1977 : Coût et valeur de la vie humaine – Paris : Hermann, 210 p.
- 1978 : La tragédie du pouvoir : quel avenir pour la France ? – Paris : Calmann-Lévy, 287 p.
- 1978 : La vie économique des Français de 1939 à 1945 – Paris : Flammarion, 255 p.
- 1979 : Le coq, l’autruche et le bouc… émissaire - Paris : Éditions Grasset & Fasquelle (Collection Humeurs), 193 p.
- 1980 : La machine et le chômage : les progrès techniques et l’emploi – Paris : Dunod/Bordas, 320 p.
- 1981 : La vie en plus. Souvenirs – Paris : Calmann-Lévy, 286 p.
- 1984 : Le travail noir et l’économie de demain – Paris : Calmann-Lévy, 304 p.
- 1985 : De la rumeur à l’histoire – Paris : Dunod, 304 p.
- 1986 : La France ridée : les conditions du renouveau avec Gérard-François Dumont, Jean Legrand, Pierre Chaunu. Nouvelle édition entièrement revue et mise à jour – Paris : Hachette (Pluriel), 371 p.
- 1987 : L’Europe submergée : Sud-Nord dans 30 ans – Paris : Dunod, 279 p.  (ISBN 978-2-04-016472-0).
- 1988 :  Aux sources de l’humour - Paris : Odile Jacob (Recension par Pierre Laszlo).
- 1990 : La terre et les hommes : le monde où il va, le monde d’où il vient – Paris : Economica, 187 p.
- 2001 : La Vieillesse des nations. Édition de Jean-Claude Chesnais – Paris : Gallimard (Collection Tel), 588 p.